# Cessna Citation V
Cessna 560 — сімейство легких двомоторних літаків бізнес-класу.
Розроблений компанією «Сессна». Представляв собою розвиток серії Citation II (Model 550). Дослідний екземпляр сучасної модифікації Citation Encore здійснив перший політ 9 липня 1998 року. Із середини 2000 р. почався її серійний випуск.

## Неполадки
28 січня 2009 рік в Новосибірську здійснив аварійну посадку австрійський літак Cessna 560.
Проблему з випуском шасі виявили при заході на посадку в Барнаулі, в результаті було прийнято рішення посадити літак в аеропорту «Толмачево» в Новосибірську. У результаті спостережень із землі при спробі заходу на посадку, були встановлені випуск переднього шасі і не випуск основних шасі. Літак успішно приземлився на спеціально підготовлену бічну смугу безпеки (ґрунтову). На борту перебувало 2 члени екіпажу і 4 пасажири, ніхто не постраждав.
7 січня 2017 року о 21:40 в Гомелі літак Cessna 560X при здійсненні посадки в аеропорту виїхав за межі злітно-посадкової смуги. За попередніми даними, позапланова ситуація трапилася через пошкодження шини лівої бічної стійки шасі. Літак виїхав за межі злітно-посадкової смуги приблизно на 15 метрів. У повітряному судні знаходилися 3 члени екіпажу і 4 пасажири.

## Втрати літаків
Всього було втрачено 8 літаків. В катастрофах загинуло 23 людини.
| Дата       | Бортовий номер | Власник                    | Місце катастрофи  | Жертви |
| ---------- | -------------- | -------------------------- | ----------------- | ------ |
| 30.12.1995 | N991PC         | Iowa Packing Company       | Ігл Рівер         | 2/2    |
| 20.12.2001 | HB-VLV         | Eagle Air                  | Цюрих             | 2/2    |
| 02.05.2002 | N397QS         | NetJets                    | Leakey            | 0/6    |
| 10.03.2004 | 165938         | Корпус морської піхоти США | Сан-Дієго         | 4/4    |
| 16.02.2005 | N500AT         | Circuit City Stores        | 6,5 км від Пуебло | 8/8    |
| 24.01.2006 | N86CE          | Goship Air                 | Карлсбад          | 4/4    |
| 24.06.2006 | N486SB         | Aero Charter Services      | Апленд            | 1/3    |
| 19.07.2006 | N636SE         | Tomco II                   | Еллен Черч Філд   | 2/4    |

## Тактико-технічні характеристики
Наведені нижче характеристики відповідають модифікації Citation Encore+:

### Технічні характеристики
- Екіпаж: 2 людини
- Пасажиромісткість: 7-8 осіб
- Довжина: 14,9 м
- Розмах крила: 15,91 м
- Висота: 4,63 м
- Площа крила: 31,8 м2
- Маса порожнього: 4 754 кг
- Максимальна злітна маса: 7 634 кг

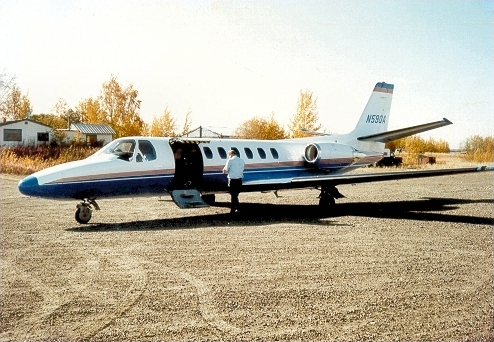
Cessna 560 Citation V

- Маса корисного навантаження: 531 кг (з максимальним запасом палива)
- Маса палива: 2 449 кг
- Двигуни: 2× ТРДД Pratt & Whitney PW535B
- Тяга: 2× кН 15,12

### Габарити кабіни
- Довжина салону: 5,28 м
- Ширина салону: 1,47 м
- Висота салону: 1,45 м
- Об'єм багажного відсіку: 1,95 м3

### Льотні характеристики
- Крейсерська швидкість: 793 км/год
- Практична дальність: 3 313 км
- Практична стеля: 13 716 м
- Довжина розбігу: 1 073 м
- Довжина пробігу: 844 м